# Paula Ungureanu
Paula-Claudia Ungureanu (née Rădulescu; nascida em 30 de março de 1980) é uma handebolista romena. Atua como goleira e joga pelo clube CSM București desde 2016. Integrou a seleção romena feminina que terminou na nona posição no handebol dos Jogos Olímpicos de Verão de 2016, realizados no Rio de Janeiro, Brasil. Foi medalha de prata no Campeonato Mundial de Handebol Feminino de 2005, na Rússia, e bronze em 2015, na Dinamarca. Por duas vezes, em 2010 e 2012, foi eleita a melhor goleira do Troféu dos Cárpatos.